# Црмниця

На цій карті Старої Чорногорії Црмниця під номерами 16–22

Црмниця (сербська та чорногорська: Црмница, [tsr̩mnitsa]) — історична область на півдні Чорногорії, сьогодні одна з комун муніципалітету Бар. Це один з чотирьох субрегіонів Старої Чорногорії.

## Географія та демографія
Црмниця розташована на південному заході Чорногорії, між історичною областю племен Паштровичі та Шестані (Скадарскою Країною) на півдні. Црмниця є найродючішим регіоном Чорногорії, і добре відома місцевим сортом винограду, Вранац і однойменним червоним вином. У 19 столітті регіон складався з наступних сіл: Болєвічі, Брачені, Брієге, Буковік, Доні Брчелі, Дупіло, Глухі До, Годіньє, Горні Брчелі, Комарно, Крніце, Лімляни, Мачуге, Міковічі, Орахово, Овточичі, Подгор, Попратніца, Сеока, Сотонічі, Томічі, Трново, Утрг, Вірпазар і Забес. Багато з них сьогодні знелюднені або зовсім безлюдні через хвилю масової еміграції, що почалася в 1990-х роках. Вірпазар, центральний населений пункт області, станом на 2011 рік має лише 277 жителів.

## Релігія
Населення дотримується православ'я; приблизно, більшість населення декларується як чорногорці, решта – як серби .

## Історія
Црмниця вперше з'являється в 13 столітті під двома різними назвами, Crmnica і Kučevo, що є слов'янізованим варіантом албанського топоніма, який означав "червоне місце" (kuq). Обидві назви вказують на те, що регіон був відомий своїм кар'єром червоного каменю. У середні віки тут спостерігався сильний симбіоз слов'янського та албанського населення. Південна частина області стала частиною однієї адміністративної одиниці з Шестані, коли османи захопили владу після 1479 року. У той період слов'янська антропонімія Crmnica часто супроводжувалася албанським суфіксом -za . Це явище не проявляється в такій поширеній формі в жодній іншій області Чорногорії, за винятком Мркоєвичів на південь від Црмниці. Його трактують як результат поступового багатовікового засвоєння албаномовним населенням слов'янської культури.
Османський перепис 1582–1583 рр. зареєстрував вілаєт Чорна Гора (vilayet-i Kara Dağ), частину санджаку Скутарі, як такий, що має такі нахії з кількістю сіл: Грбавці з 13 селами, Жупа з 11, Малоншичі з 7, Pješivci з 14, Cetinje з 16, Рієка з 31, Црмниця з 11, Paštrovići з 36 і Grbalj з 9 селами; всього 148 сіл. Однією з перших детальних розповідей про села в Црмниці був венеціанський дипломат Маріано Болізза, який подорожував цим регіоном у 1614 році.